# حسن قداح
حسن قداح (1971 -) هو شاعر سوري، له دواوين بالشعر العامي والفصحى. يكتب الشعر بجميع أنواعه التقليدي والتفعيلةو النثر والشعر المحكي والزجل.

## النشأة
ولد الشاعر حسن قداح عام 1971 في مدينة القدموس التابعة ادارياً لمحافظة طرطوس .متزوج و له من الأولاد بنت و ولد، يكنى بأبي علي وبدايته مع الشعر بدأت بشعر التفعيلة متأثراً بشعر أبي نواس، أبي الطيب المتنبي وأبي العلاء المعري". ثم أضاف إلى أسلوبه الشعري شعر التفعيلة بعد ان تأثر بالشعراء بدر شاكر السياب، ومحمود درويش .

## أعماله
من أعماله الأدبية المطبوعة بالفصحى:
- -ديوان ( جنان ) [2]
- -ديوان ( من أجل أن يهدأ الرشأ.
- -ديوان شعر للاطفال.

و له عدة أعمال قيد الطباعة.

## المهرجانات والجوائز
شارك في العديد من الأمسيات، و المهرجانات الشعرية والأدبية  و أهمها:
- مهرجان الشعر في سلمية للاعوام2005..2007..2009 ؟
- مهرجان أبي العلاء المعري عام 2008 .
- مهرجان حارم الشعري عام 2010 ..
- مهرجان نبل عام 2010.

نشر قصائده في العديد من الصحف و منها صحيفة الثورة و تشرين  و الإسبوع الأدبي و الثقافة الإسبوعية و مجلة الثقافة...
حاز على جائزة أفضل كلمات أغنية وطنية على مستوى القطر بالمرتبة الأولى لعام 2012 عن قصيدته نشيد سورية و بالمرتبة الثانية لعام 2014 عن قصيدته موطني الغالي سلامي.جائزة الإمام الحسين عام 2016.

## مقتطفات من شعره
فخمرك جوهر روح الخمور
و ماء الخمور تكاثف قطرا
فمزج الرديء مع المستحب
سيبقى بعيني شركا و كفرا
فسكر النبيذ سيتلوه صحو
و خمرك سكر يؤجج سكرا
فمن شفتيك شربت القوافي
فأصبحت غيما تساقط شعرا
وكتب قصيدة عن بنته المهندسة فاطمة يقول فيها:
و فاطمةٌ كلّ كلّي و نفسيْ
بمولدها كانَ صفويْ و أنسيْ
لها من بتولِ النبيّ صفاتٌ
حروفٌ أضاءتْ كبدرٍ و شمسِ
بأمرِ الإلهِ أتتني... نذرتُ
على اسْم ِ البتولِ أكلّلُ حسّيْ
و أمُّ أبيها ستبقى و أبقى
أفاخرُ فيها بسعدي و نحسيْ
فيا مولدَ النّورِ فيكَ سأبقى
أعمّدُ نفسي لأرفعَ رأسيْ::وفي الزجل:
لوْ قَلّ حظّيْ بالدّني وْ ماليْ
و رْبحْت كاس بسوء أحواليْ
مُشْ حَقّ أعْرفْ للكآبة دْروبْ
و قدّام عيني ساكن الغاليْ

## وصلات إضافية
- «حسن قداح»: الشعر حالة تأتي من دون استئذان موقع طرطوس